# Megatrailer

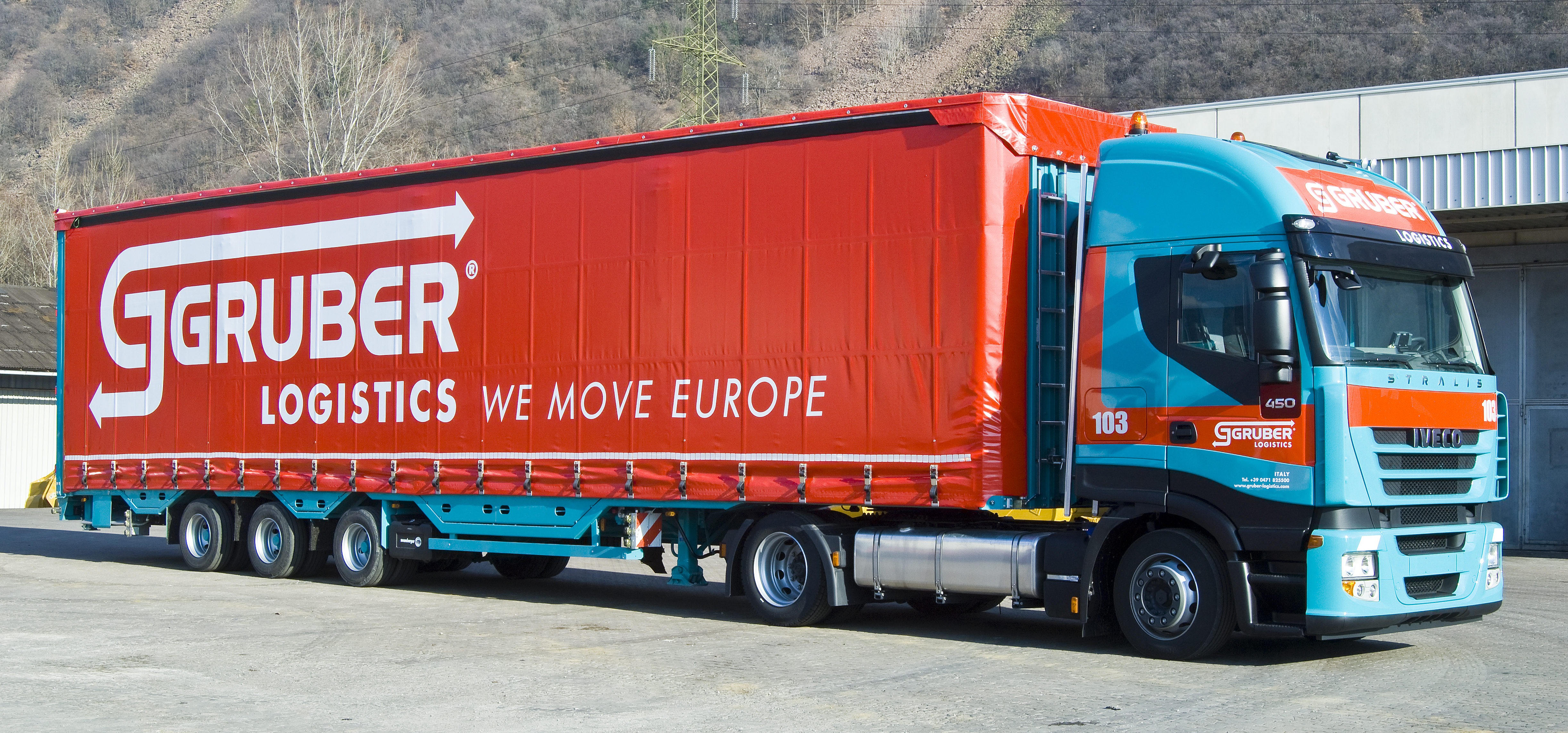
Megatrailer mit geschlossener Varioplane

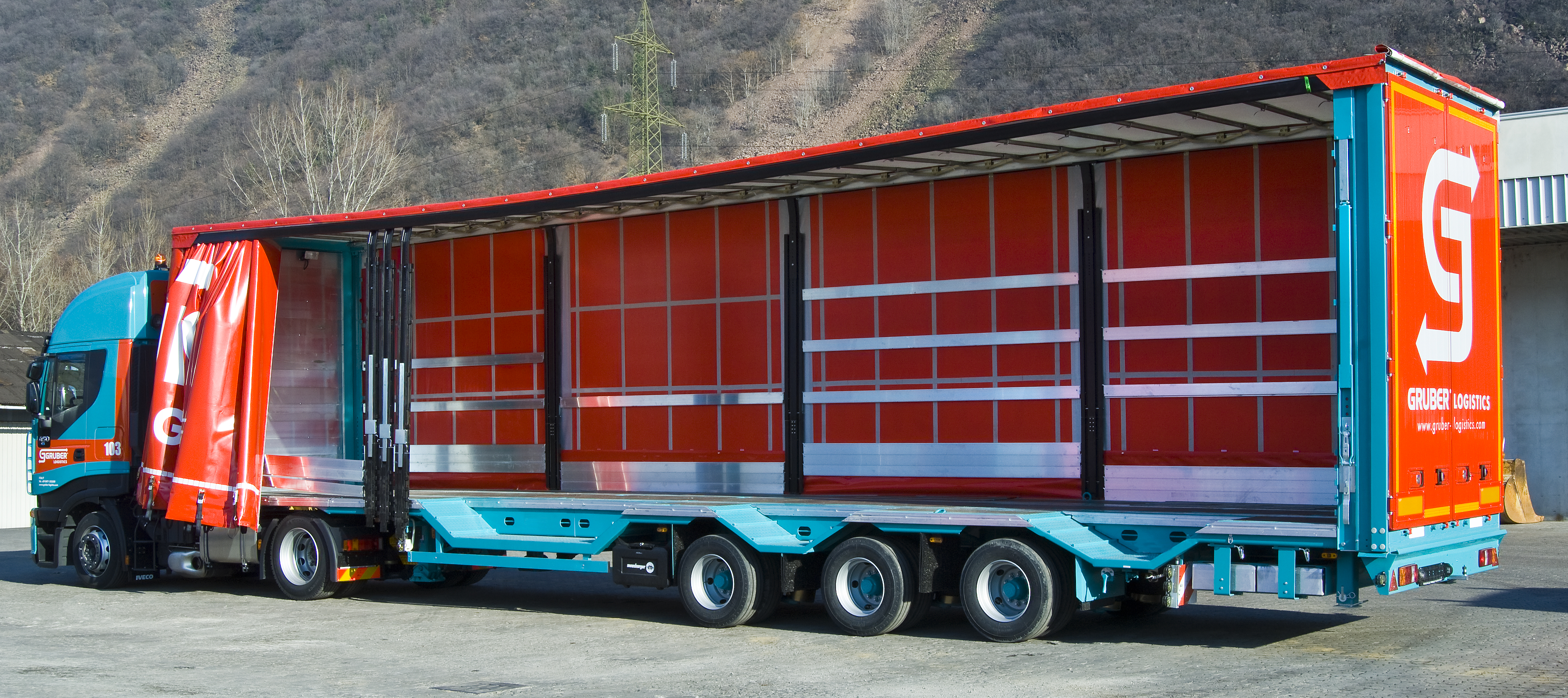
Megatrailer mit offener Varioplane

Bei einem Megatrailer handelt sich um eine spezielle Bauform eines Sattelaufliegers. Der Laderaum eines Megatrailers hat, im Unterschied zu Standard-Sattelaufliegern, eine Innenhöhe von 3 Metern.
Die Entwicklung des Megatrailers geht auf das niederländische Logistikunternehmen Ewals Cargo Care zurück, welches zur Effizienzsteigerung regelmäßiger Lieferverkehre zwischen Kontinentaleuropa und den Fabriken des  Automobilherstellers General Motors Europe in Großbritannien 1990 erstmals einen Megatrailer vorstellte. Bei der Konstruktion des Aufliegers orientierte man sich an Abmessungen der von der Automobilindustrie eingesetzten Transportboxen für Zulieferteile.
Durch die Abmessungen eines Megatrailers von innen 13,60 m × 2,48 m × 3,00 m stehen 34 Palettenstellplätze zur Verfügung. Die Innenhöhe von 3 m erlaubt es beispielsweise, Gitterboxen 3-fach hoch zu stapeln, wodurch eine Kapazität von 96 Gitterboxen zur Verfügung steht – 33 % mehr als bei einem Standardsattelauflieger. Bei optimaler Ausnutzung beträgt das Ladevolumen eines Megatrailers 100 m³. Eine Fahrzeugkombination mit einem Megatrailer zählt somit zu den Jumbo-Lkw. Wie auch bei anderen Jumbo-Lkw wird die größere Innenhöhe durch eine tiefer liegende Ladefläche erreicht. Während die Ladefläche bei einem normalen Standardsattelauflieger etwa 125–130 cm über der Straßenoberfläche liegt, sind es bei einem Megatrailer nur knapp 100 cm.
Als Zugfahrzeuge für Megatrailer sind spezielle Mega-Sattelzugmaschinen (sog. „Lowliner“) mit besonders niedriger Aufsattelhöhe erforderlich. Technisch gesehen kann auch eine Standard-Zugmaschine einen Megatrailer ziehen, da sowohl Sattelkupplung als auch Elektrik- und Druckluftanschlüsse eines Megatrailers denen eines Standardsattelaufliegers entsprechen. Jedoch wird hierbei durch die höher liegende Sattelkupplung einer Standard-Zugmaschine die zulässige Gesamthöhe des Fahrzeuges von 4 m überschritten. Eine Sonderform ist ein Schwanenhals-Sattelauflieger. Durch eine Abstufung der Ladefläche lässt sich hier eine Standard-Zugmaschine einsetzen, ohne die maximal zulässige Fahrzeughöhe zu überschreiten. Jedoch hat dann der Laderaum nicht überall dieselbe Höhe und ist im vorderen Bereich über der Sattelkupplung niedriger als 3 m.
Megatrailer werden aufgrund des großen Ladevolumens vor allem in der Automobilindustrie eingesetzt, da hier aufgrund von genormten und gut stapelbaren Ladungsträgern die 3 m Innenhöhe komplett ausgenutzt werden kann. Aber auch in anderen Industriezweigen, etwa bei Transport von Papierrollen, spielt die größere Ladehöhe eine zunehmend wichtigere Rolle. Nach Angaben der Fahrzeughersteller nimmt der Anteil von Megatrailern in den letzten Jahren zu.